# Neuseser Glatzen

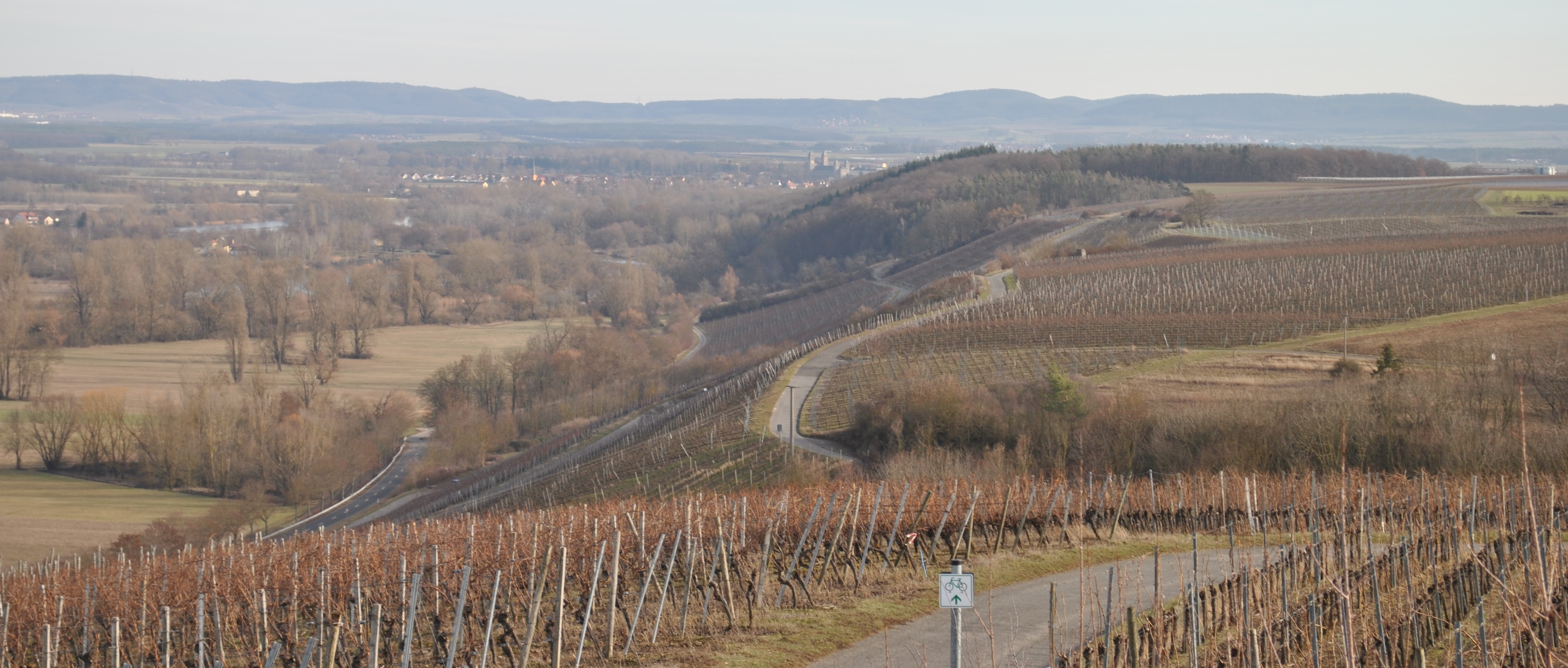
Die Weinlage Neuseser Glatzen vor dem Maintal

Neuseser Glatzen (auch Neuseser Glatze) ist eine Weinlage im Anbaugebiet Franken. Sie liegt in der Gemarkung des Dettelbacher Ortsteils Neuses am Berg im unterfränkischen Landkreis Kitzingen.

## Geografische Lage und Geologie
Die Weinlage zieht sich in einem breiten Streifen im Norden und Nordosten von Neuses entlang der Kreisstraße KT 31, die sich am Mainverlauf orientiert. Neuseser Glatzen bildet damit die südlichste Weinlage entlang des sogenannten Langenberges am Beginn der Volkacher Mainschleife. Weiter nördlich schließen sich bereits auf Volkacher Gemeindegebiet die Weinberge der Lage Escherndorfer bzw. Köhler Fürstenberg an. Getrennt durch den Main befinden sich im Nordosten die Weinlagen Nordheimer Vögelein und Sommeracher Katzenkopf.
Neuseser Glatzen nimmt eine Fläche von etwa 70 Hektar (2004) ein, wobei die angebaute Fläche seit den 1990er Jahren leicht gesunken ist (1993: 80 ha). Die Weinberge des Glatzen sind zumeist nach Osten ausgerichtet, seltener liegen sie an Hängen in Richtung Nordosten. Die steilen Hänge haben eine Neigung von 30–60 %. Neuseser Glatzen ist damit neben dem Escherndorfer Lump eine der steilsten Lagen des Anbaugebietes. Die Lage ist Teil der Großlage Volkacher Kirchberg im Bereich Volkacher Mainschleife. Zumeist werden dort  auf Muschelkalk- und Lettenkeuperböden Müller-Thurgau und Silvaner angebaut. Inmitten der Rebenfläche befindet sich ein Aussichtsturm.

## Geschichte

### Lage
Die Geschichte des Neuseser Glatzen ist eng mit der des Dorfes verbunden. Schon im Frühmittelalter baute man in Neuses Wein an. Der Wein gelangte bereits im 7. Jahrhundert durch fränkische Siedler vom heutigen Frankreich aus in die Region. Er wurde für den Eigenbedarf angebaut und man handelte mit ihm. Im 13. Jahrhundert wurde auch an den steilen Hängen des Langenberges Wein angebaut, sodass zwischen Astheim und Neuses ein zusammenhängendes Weinbauareal entstand.
Die Dorfherrschaft in Neuses war im Mittelalter unter zwei Herren aufgeteilt. Die Markgrafen von Ansbach führten in ihrem Teil das evangelische Bekenntnis ein, der Würzburger Teil blieb katholisch. Um das Zusammenleben in den beiden Dorfhälften zu regeln, entstand 1763 eine Dorfordnung. Darin wurde Erntefrevel als besonders strafwürdig angesehen. „Das Stupfeln von Weinbeeren und Treubeln in, vor und nach dem Herbst“ wurde streng untersagt. Ebenso regelte man die Einrichtung sogenannter Heckenwirtschaften.
Mit der Flurbereinigung mussten die Weinlagen zu Einzellagen zusammengelegt werden. In Ausführung des Weingesetzes von 1971 wurden alle Lagen zur Einzellage „Glatzen“ zusammengefasst, wobei die Originalität des Namens den Ausschlag gab. Die Weinlage wurde aus insgesamt 15 einzelnen Lagen gebildet. Neben den Lagen „Vorderer“ und „Hinterer Glatzen“ waren darunter Weinberge am „Steig“, an der „Hölle“, am „Urles“ und am „Döllberg“ und andere.

### Namensherkunft
Der Name Neuseser Glatzen hat seinen Ursprung in einer Flurlage. Die neuere Literatur vermutet hinter dem Namen eine Lagebezeichnung, die auf die geografischen Begebenheiten eingeht. Demnach verweist das Präfix Glatz- im Wendischen auf einen großen Stein oder Felsblock. Die slawischen Wenden, die im Frühmittelalter an der Mainschleife siedelten, könnten die Bezeichnung mitgebracht haben. Der originelle Namen führte in Neuses zur Gründung eines Glatzenvereins (mit jährlicher Glatzenprämierung), der 1981 eine Kooperation mit dem Schlüchterner Glatzkopfverein einging.

## Weingüter (Auswahl)
Mehrere renommierte Weingüter besitzen Weinhänge in der Neuseser Gemarkung. Neben Betrieben aus dem Ort haben auch viele Winzer aus den angrenzenden Weinbauorten Anteile an der Rebfläche:
- Weingut Thomas Borst, Nordheim am Main
- Weingut Karl-Heinz Düll, Neuses am Berg[9]
- Weingut Landwehr, Neuses am Berg[10]
- Weingut Reinhold Sauer, Escherndorf[11]